# Cum se trezește o prințesă
Cum se trezește o prințesă (titlul original: în cehă Jak se budí princezny) este un film de comedie cehoslovac, realizat în 1978 de regizorul Václav Vorlíček, după romanul scriitorului Frumoasa adormită de Charles Perrault și frații Grimm, protagoniști fiind actorii Marie Horáková, Jan Hrušínský, Vladimír Menšík și Jiří Sovák. 

## Rezumat
Vrăjitoarea Melánie, sora rea și invidioasă a Reginei Eliska, aruncă un blestem teribil asupra nepoatei ei nou-născute. Când împlinește vârsta de 17 ani, Prințesa Ruzenka este cerută în căsătorie de arogantul și vanitosul prinț Jiří, cu toate că este îndrăgostită de Jaroslav, fratele mai mic al prințului. Într-o zi, Melánie reușește să o păcălească pe prințesă să se înțepe cu un buchet spinos de trandafiri, iar blestemul se împlinește. Ruzenka adoarme și toată curtea împreună cu ea. Jaroslav va trebui deci să treacă peste diverse obstacole ajutat de credinciosul său slujitor Matej, pentru a intra în castelul acoperit de spini. Ajungând în camera Ruzenkăi, tânărul reușește în sfârșit să o trezească pe prințesă printr-un sărut.

## Distribuție
- Marie Horáková – Ruzenka
- Jan Hrušínský – prințul Jaroslav
- Vladimír Menšík – Matej
- Jiří Sovák – tatăl Ruzenkăi
- Milena Dvorská – regina Eliska
- Libuše Švormová – Melánie
- Marie Brozová  – servitoarea Melániei
- František Filipovský – baronul
- Oldřich Velen – regele Vendelin
- Stella Zázvorková – regina Anezka
- Jan Kraus – prințul Jirí
- Miloš Vavruška – vânătorul
- Václav Postránecký – Jakub grădinarul
- Evelyna Steimarová – Miroslava
- Miloš Vavruška – paznicul
- Jiří Lír – scribul
- Vlastimil Hašek –
- Iva Bittová – role neurčena
- Miroslava Hozová – soția lui Jakub

## Producție
Exterioarele au fost filmate la castelul Křivoklát, în Telč, la Castelele Pernštejn și Roštejn și la ruinele Castelului Orlík de lângă Humpolc.